# Гродзинский, Ефим Григорьевич
Ефим Григорьевич (Хаим Гиршевич) Гродзинский (24 марта 1871, Узда, Игуменский уезд, Минская губерния, Российская империя — 15 апреля 1934, Рига, Латвийская Республика) — врач, первый председатель Режицкой городской думы, учредитель и первый директор Режицкой еврейской гимназии. Многие годы стоял во главе еврейской демократии в Резекне. Пик его деятельности пришёлся на 1917—1922 годы, время развала Российской Империи и становления Латвийской Республики.

## Биография
Родился в Минской губернии, но своим родным городом считал Вильно. В 1893 году, после окончания с серебряной медалью 2-й Виленской гимназии поступил на медицинский факультет Императорского Харьковского университета. В 1898 году получил диплом врача. Работал на юге России, где познакомился с фельдшерицей Татьяной (Таубой) Эйдельнант, которая стала его женой.
В 1906 году доктор Гродзинский поселился в Режице — тогда уездном городе Витебской губернии, находившемся в черте оседлости, половину его жителей составляли евреи. Первые годы работал вольнопрактикующим врачом. Как писали газеты: «Будучи приверженцем старинных традиций медицины, рассматривал свою профессию как служение народу и оказывал бесплатную медицинскую помощь тысячам бедных людей, часто объезжая окрестные деревни за собственный счёт». С 1913 года и до конца жизни был режицким городовым (городским) врачом, заведующим Режицкой бесплатной амбулаторией.
Не будучи уроженцем Режицы, доктор Гродзинский входил в число наиболее уважаемых жителей города. Он был бессменным гласным (депутатом) Режицкой городской думы. Впервые был избран гласным, и не только гласным, но и председателем городской думы, в 1917 году. Выборы в думу состоялись после Февральской революции, в июле, когда у власти было Временное правительство. Это была последняя российская дума в Режице. Должность Председателя Думы была нововведением, д-р Гродзинский был первым на этом посту в Режице. Позднее он стал председателем и первой латвийской режицкой городской думы, выборы в которую состоялись в 1920 году.
Известие о свержении царя в феврале 1917 года послужило импульсом для активизации движения за независимость Латвии. Режица стала одним из центров событий по воссоединению различных частей Латвии; здесь прошло несколько конгрессов. Доктор Гродзинский был активным участником этих событий. В апреле 1917 года состоялся Конгресс латышей Латгалии. Гродзинский выступил на нём с приветственной речью от лица латгальских евреев. В июле он — участник Совещания русских Латгалии, которое посчитало разумным для Латгалии не выходить из Витебской губернии до прекращения войны. В это время в стране шла подготовка к выборам во Всероссийское учредительное собрание, которое должно было определить дальнейшее устройство власти в России. Демократические начинания Временного правительства, среди которых была ликвидация черты оседлости, внушали надежды на демократию в России. Эти надежды рухнули после большевистского переворота в октябре 1917 года и разгона Учредительного собрания 5 января 1918 года. Окончательно их развеял «голодный и террористический коммунизм, фанатично осуществляемый Стучкой в Латгалии» в 1919 году. Рижская газета «Сегодня» так описывала ситуацию в Латгалии:
Красный террор достиг невероятных размеров. Все бывшие домовладельцы, и вообще лица буржуазного и интеллигентного сословия, арестовываются и частью расстреливаются, частью вывозятся в качестве заложников. Так, на прошлой неделе, после очередного поражения, большевики расстреляли 132 человека поляков и евреев за сочувствие к белогвардейцам. На той же неделе в Великие Луки было отправлено два эшелона с заложниками, в количестве не менее 400 человек; жёны и дети арестованных, расстрелянных и увезённых заключены в общий барак на новом месте и посажены на 1/16 фунта хлеба.

В эти жернова попал и д-р Гродзинский. Его думская деятельность была расценена как контрреволюционная, в сентябре 1919 года он был арестован. 
Как видно из протоколов заседаний бывшей Режицкой Городской Думы, все резолюции, вносимые Гродзинским и принятые Думою, явно рисуют его как открытого и злостного ненавистника Советской власти.
Дело Хаима Гродзинского было передано в Особый отдел 15-й Армии в Великие Луки. Избежать расстрела помогли «режичане, которые сумели отстоять своего врача». Это был не первый арест д-ра Гродзинского. В 1918 году он был арестован немцами. Большевики считали думскую деятельность доктора контрреволюционной, немцы арестовали его «за выступление в городской Думе в социалистическом духе».
Режица была освобождена от большевиков 22 января 1920 года. На четвёртый день Временная Городская Управа на первом своём заседании «пригласила доктора Ефима Григорьевича Гродзинского на должность Режицкого городового врача». Помимо врачебной работы он с энтузиазмом включился в работу по становлению Латвийской Республики. Был председателем организационного комитета по устройству Еврейской общины, в июле 1920 года возглавил работу первой латвийской Режицкой Городской Думы. Ефим Григорьевич верил, что в молодом государстве Латвии будут справедливые и хорошие основные законы и счастливая мирная жизнь для всех народов, в ней проживающих. С уважением относясь к новой власти, он выучил латышский язык, будучи уже немолодым человеком.
Летом 1920 года, когда в Режице начались антисемитские беспорядки, доктор Гродзинский возглавлял делегацию от Режицкой Еврейской общины к министру-президенту Карлу Ульманису. В том же году он был представителем режицкого еврейства на первой всеобщей конференции еврейских общин и участвовал в работе Центрального комитета общин. Также был участником Еврейской конференции помощи, конгресса Союза городов Латвии. Избирался в президиум этих конгрессов и был вице-председателем.
Доктор Гродзинский был известен как среди еврейского, так и нееврейского населения. О его юбилее в 1923 году сообщала рижская газета «Сегодня»: «Юбилей врача. 13 декабря исполняется 25 лет врачебной и общественной деятельности популярного в г. Режице врача Е. Г. Гродзинского».
Ефим Гродзинский принадлежал к тому поколению русско-еврейской интеллигенции, которое, вырвавшись из черты оседлости, постепенно стало представительной силой еврейского народа. Она объединила в себе лучшие черты русской интеллигенции с верностью и преданностью еврейской культурной традиции. Он находился в конфронтации как с сионистами, так и со сторонниками ассимиляции, видя будущее для своего народа в создании крепкой еврейской общины в стране проживания. Это была концепция автономизма, создателем которой был видный еврейский историк С. М. Дубнов. В 20-е годы XX века теория автономизма в Латвии казалась очень убедительной. Это был период расцвета еврейской жизни. Еврейские общины приобрели значительный вес в обществе — лидеры еврейских партий избирались в парламент, открывались еврейские школы, издавались газеты на идиш.
В феврале 1921 года Еврейский департамент при Министерстве просвещения Латвийской Республики обратился к доктору Гродзинскому с просьбой «заняться подготовительными работами по учреждению средней школы в Режице». Так он стал первым заведующим первой государственной еврейской средней школой в Латвии. Обучение в гимназиях в Латвии не было обязательным и потому было платным. Государственные школы отличалась от частных и муниципальных тем, что плата была меньше, так как часть средств выделялась государством. Школа была смешанного типа: наряду с предметами реального училища было и углублённое преподавание языков, как в классической гимназии. Кроме того, были еврейские предметы — языки (идиш и иврит) и еврейская история. Язык обучения был русский (впоследствии идиш).
Будучи на посту заведующего гимназией, доктор Гродзинский не прекращал врачебную практику. Сдав заведование гимназией в октябре 1922 года, он принял на себя заведование режицкой амбулаторией.
Ефим Григорьевич Гродзинский умер 15 апреля 1934 года в еврейской больнице в Риге от инфаркта. Незадолго до того ему исполнилось 63 года. Гроб с телом перевезли в Резекне. Городская управа и магазины приостановили работу — весь город провожал покойного от вокзала до еврейского кладбища. Некрологи с портретом и соболезнования были в рижских газетах «Сегодня» и «Frimorgn», в журнале «Nākotnes Spēks».
Через пять лет после смерти доктора, в 1939 году, в Резекне вышел журнал о жизни еврейской общины «Almanachs-Kalendars» на идише. В нём есть статья о докторе Хаиме Гродзинском «К пятилетию его смерти».

## Семья
Польский лингвист Эугениуш Гродзиньский (Ефим Вульфович Гродзинский, 1912—1994) — племянник Ефима Григорьевича Гродзинского, сын его брата Вульфа (Владимира) Григорьевича.